# 1762 en France
Chronologie de la France
- 1758
- 1759
- 1760
- 1761
- 1762
- 1763
- 1764
- 1765
- 1766

Cette page concerne l’année 1762 du calendrier grégorien.

## Événements
- 10 janvier : ouverture de l’école vétérinaire de Lyon par Claude Bourgelat[1].
- 19 février : le pasteur François Rochette est pendu place du Salin à Toulouse pour avoir prêché, baptisé et marié illégalement au désert ; les trois frères de Grenier, gentilshommes, sont décapités pour sédition. Deux autres protestants sont expédiés aux galères et un dernier au bannissement[2].

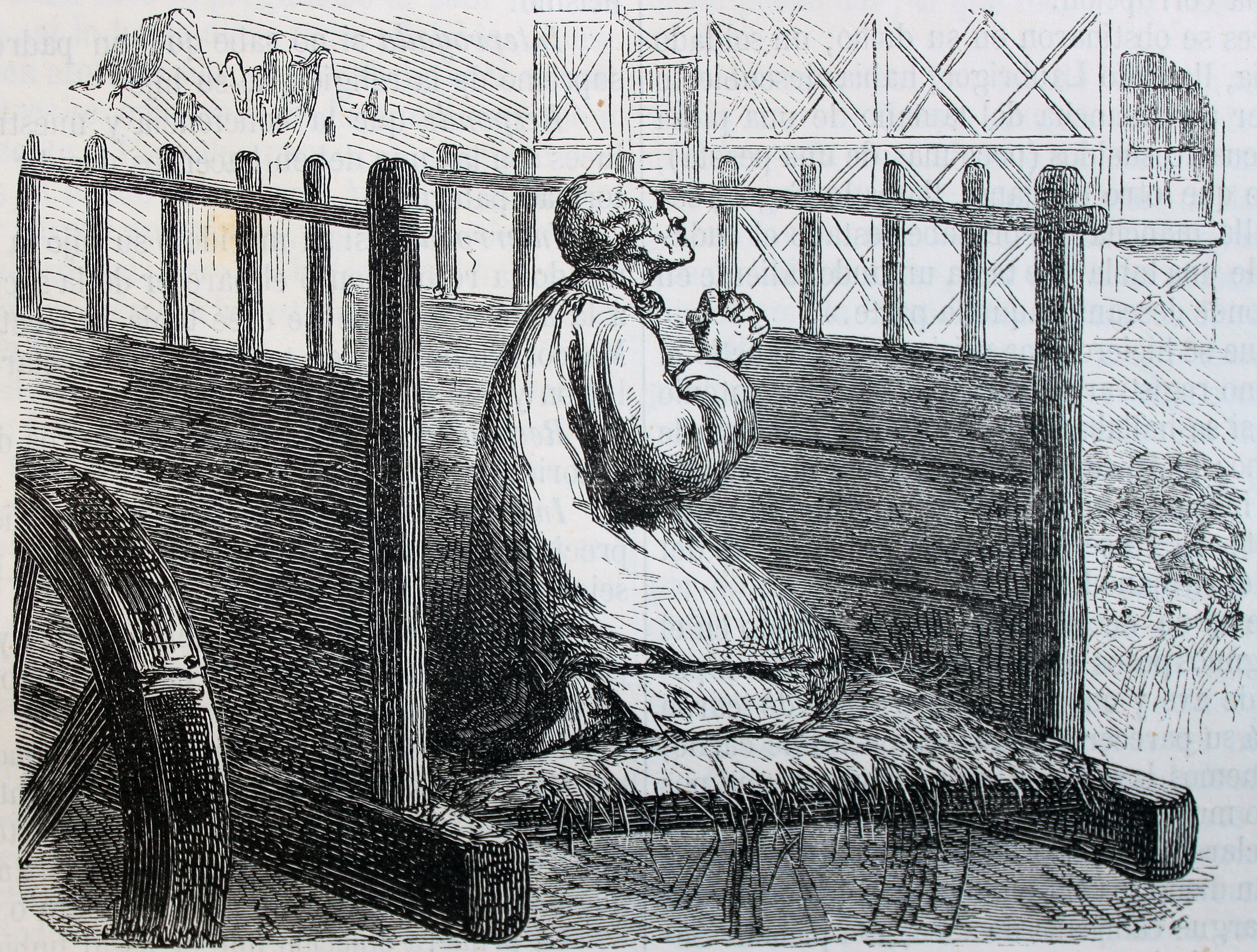
Jean Calas agenouillé dans la charrette du bourreau pour bénir sa demeure.

- 9 mars : le parlement de Toulouse condamne à mort Jean Calas, sans que le jugement soit motivé. Il est exécuté le lendemain[3].
- 10 mars : exécution de Jean Calas à Toulouse, accusé d’avoir assassiné son fils pour l’empêcher de se convertir au catholicisme[3].

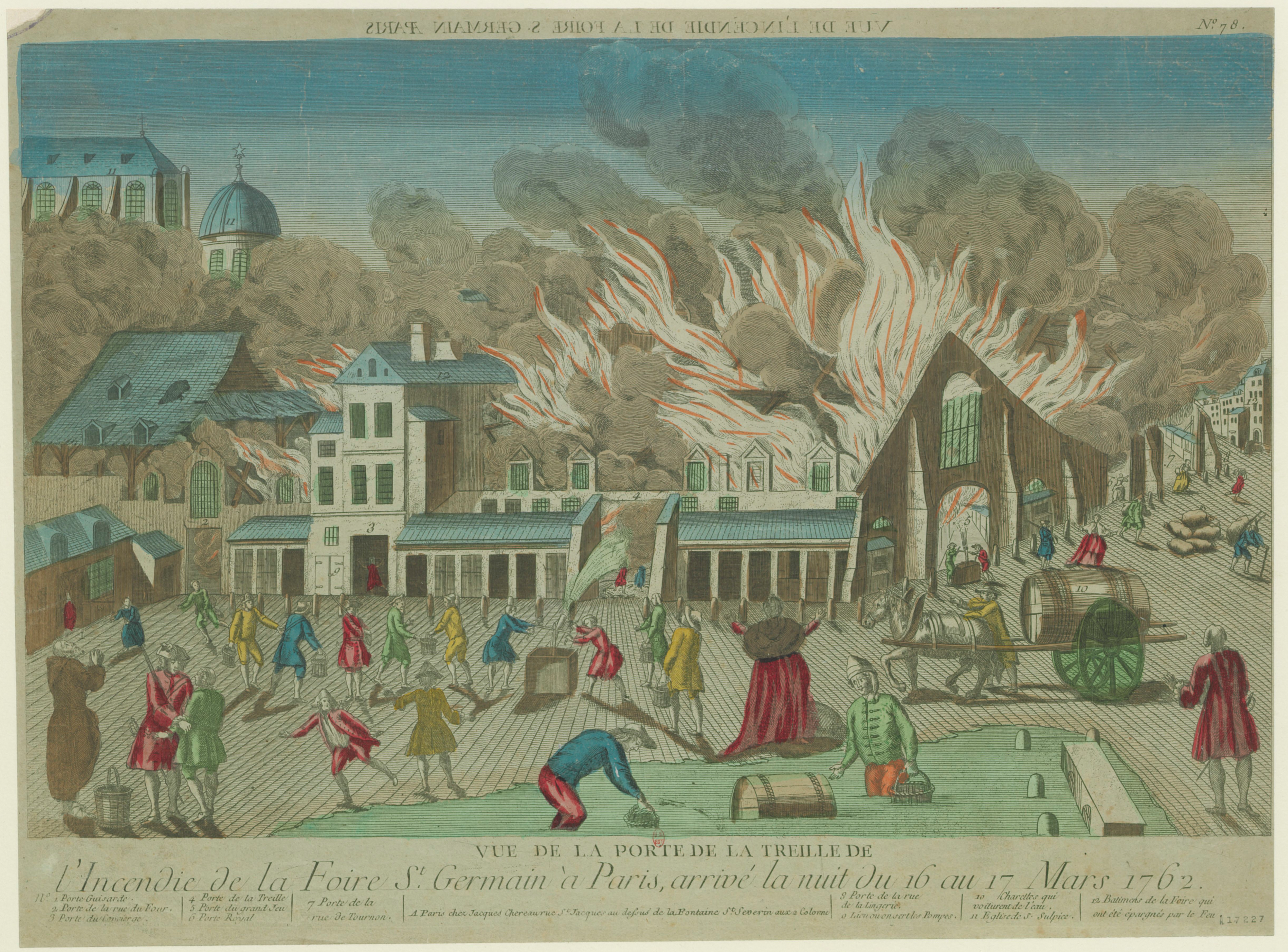
L'Incendie de la Foire Saint-Germain en 1762, gravure éditée par Jacques Chéreau. Paris, BnF.

- 16-17 mars : incendie de la foire Saint-Germain[4].
- 28 mars : la principauté de Dombes est réunie au royaume par échange entre le roi et le comte d’Eu contre le duché de Gisors en Normandie[5].
- 4 avril : lettre de Voltaire à Damilaville (« Criez et qu’on crie »). Convaincu de l’erreur judiciaire, Voltaire intervient dans l’Affaire Calas et veut obtenir la révision du procès[6].
- 11 et 27 mai : l’Assemblée du clergé accorde au roi un don gratuit extraordinaire de 8,5 millions de livres[7].
- 20 juin : le roi de France déclare la guerre au roi de Portugal[8].
- 6 juillet : le bail des fermes générales est renouvelé par arrêt du conseil au profit de Jean-Jacques Prévost, pour six ans, à partir du 1er octobre pour 124 millions de livres[9].
- 6 août : arrêt du Parlement de Paris qui supprime la Compagnie de Jésus, place ses biens sous séquestre et disperse les pères[10]. Les parlements de province prennent à leur tour une série d’arrêts définitifs supprimant la compagnie de Jésus dans le royaume (mai-octobre).
- 27 septembre : Feydeau de Brou devient garde des sceaux après la mort de Berryer[6].
- 11 octobre : déclaration royale qui autorise la taille tarifée dans la généralité de Châlons. La Cour des aides l’enregistre le 7 septembre 1764 pour un an seulement. Il est prorogé pour deux ans en 1765[11].
- 3 novembre : préliminaires de paix à Fontainebleau[6].
- 10 décembre : prorogation des droits sur les vins entrant dans Paris[11].
- 10 et 21 décembre : ordonnance du roi concernant la réforme de l’infanterie et de la cavalerie[6].

- Restif de La Bretonne estime le nombre de prostituées à Paris à 20 000[12].
- Le système de rôle tarifé est abandonné dans la généralité de Riom[11].
- Emprunt de 5,5 millions sur les États de Languedoc[11].